# Олимпийский комитет Бенина
Национальный олимпийский и спортивный комитет Бенина (фр. Comité National Olympique et Sportif Béninois, англ. Benin National Olympic & Sports Committee) — организация, представляющая Бенин в международном олимпийском движении. Основан и официально зарегистрирован в МОК в 1962 году.
Штаб-квартира расположена в Котону. Является членом Международного олимпийского комитета, Ассоциации национальных олимпийских комитетов Африки и других международных спортивных организаций. Осуществляет деятельность по развитию спорта в Бенине.
В настоящее время комитет возглавляет Мариус Франсиско, пост генерального секретаря занимает Жульен В. Минавоа.